# Simon (Schiffskatze)
Simon (* vermutlich 1947; † 28. November 1949) war die Schiffskatze der Sloop HMS Amethyst. 1949 wurde die Katze mit der Dickin Medal ausgezeichnet, nachdem sie beim Jangtse-Vorfall schwer verletzt wurde, sich wieder erholte und mithalf, eine Rattenplage auf dem Schiff zu bekämpfen. Simon ist bis heute die einzige Katze, die mit der Dickin Medal ausgezeichnet wurde.

## Herkunft und Leben

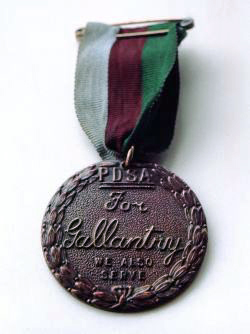
Die Dickin Medal wird regulär an Tiere im Militärdienst verliehen

1948 wurde die streunende Katze von dem siebzehn Jahre alten Seemann George Hickinbottom in den Docks von Hongkong aufgegriffen und heimlich an Bord der HMS Amethyst geschmuggelt. Zu diesem Zeitpunkt war Simon schätzungsweise ein Jahr alt und unterernährt. Simon wurde bald von der Crew als Maskottchen akzeptiert, jagte Ratten in den Unterdecks und schlief in der Kajüte des Kapitäns. 1949 fuhr die HMS Amethyst den Jangtse hinauf, um nach Nanjing zu gelangen, wo sie die HMS Consort ablösen sollte, um so die dort anwesenden britischen Diplomaten zu unterstützen. Dies verletzte nach Mao Zedongs Meinung die Souveränität Chinas, weshalb er das Schiff angreifen ließ. Dabei wurde die HMS Amethyst schwer beschädigt und musste am Ufer des Flusses ankern. Bei dem Angriff wurden 22 Männer getötet, unter anderen der Kapitän, und 31 zum Teil schwer verwundet.
Simon wurde bei diesem Angriff schwer verletzt und zum Schiffsarzt gebracht, welcher seine Verbrennungen behandelte und Splitter entfernte, jedoch glaubte der Arzt nicht, dass er die kommende Nacht überstehen werde. Simon überlebte aber und nach einer Erholungsphase fing er wieder an, Ratten zu jagen, welche sich massenhaft auf dem ankernden Schiff breitgemacht hatten. Nachdem das Schiff entkommen war, wurde der Kater zu einer Berühmtheit. Als Simon 1949 in Plymouth ankam, wurde er wie alle Tiere, die nach Großbritannien einreisten, in Quarantäne gebracht. Hier zog sich Simon infolge seiner Verletzungen eine Viruserkrankung zu und starb trotz der Bemühungen des medizinischen Personals und zahlreicher Genesungswünsche am 28. November 1949. Simon wurde in Ilford auf dem PDSA Animal Cemetery bestattet, wobei hunderte Menschen – darunter die gesamte Mannschaft der HMS Amethyst – dem Begräbnis beiwohnten.

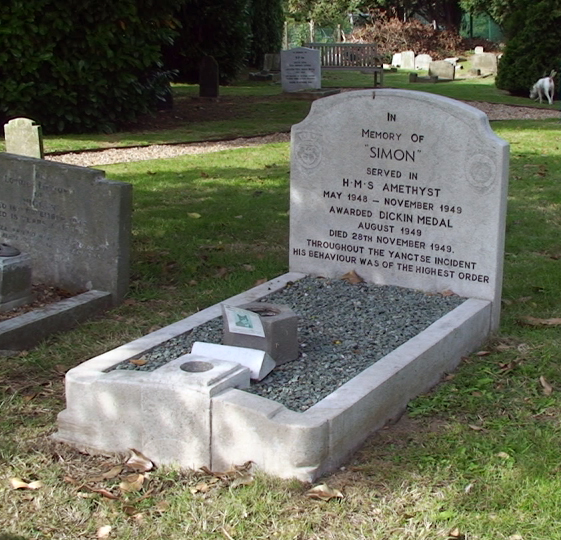
Able Seacat Simon

Ihm zu Ehren wurde beim Yangtze Incident Grove am National Memorial Arboretum in Staffordshire ein Busch gepflanzt.